# Jean-Louis Alibert
Pour les articles homonymes, voir Alibert.
Jean-Louis Marie Alibert (2 mai 1768 - 4 novembre 1837) est un médecin français. Professeur à la Faculté de médecine de Paris, médecin en chef de l’hôpital Saint-Louis, membre de l’Académie de médecine et premier médecin ordinaire des rois Louis XVIII et Charles X, il est considéré comme le fondateur de la dermatologie en France. Il publie, le premier, une description systématisée de nombreuses maladies cutanées dans son Arbre des dermatoses, inspiré de la botanique. Il a donné son nom à la « maladie d'Alibert » ou mycosis fongoïde.

## Biographie
Il naît le 2 mai 1768, à Villefranche dans le Rouergue, où son père était magistrat en qualité de conseiller au présidial de cette ville. C'est là, au collège des Pères de la doctrine chrétienne, qu’il fit ses premières études. Il développe, au cours de ses promenades sur les coteaux voisins, un goût pour la nature et les beaux paysages. Il eut pour condisciples et amis, Pierre Laromiguière qui fut professeur de philosophie à la Sorbonne et l’abbé Sicard, qui succéda à l’abbé de l’Épée, dans l’enseignement des sourds-muets.
À l’issue de ses humanités, il se rendit à Toulouse, pour y effectuer un noviciat de deux ans, dans la Congrégation des Pères de la Doctrine chrétienne avant d’être désigné comme professeur de lettres au collège de Villefranche. L’abrogation des ordres religieux en France, par la loi du 17 août 1792, entraîna la fermeture du collège et Alibert fut rendu à la vie civile.
La Convention nationale créa, le 9 brumaire de l’an III (30 octobre 1794), l’École normale dans le but de promouvoir l’enseignement en France et Jean Alibert y obtint une place : il put y compléter son instruction générale, mais, après quatre mois de cours, l’École normale fut fermée.
Il s’était lié d’amitié, à cette époque, avec Pierre Jean Georges Cabanis et Pierre Roussel, normaliens comme lui : ils l’introduisirent dans le salon de Mme Helvétius (Anne-Catherine de Ligniville Helvétius) et il fréquenta ainsi la Société d’Auteuil ; fermé pendant la Terreur, le salon d’Auteuil accueillit après le 9 thermidor de l’an II (27 juillet 1794) plusieurs médecins dont Philippe Pinel, René-Nicolas Dufriche Desgenettes et ultérieurement Anthelme Richerand, Guillaume Dupuytren, Gaspard Laurent Bayle, Joseph Récamier… Ces fréquentations décidèrent de son avenir.

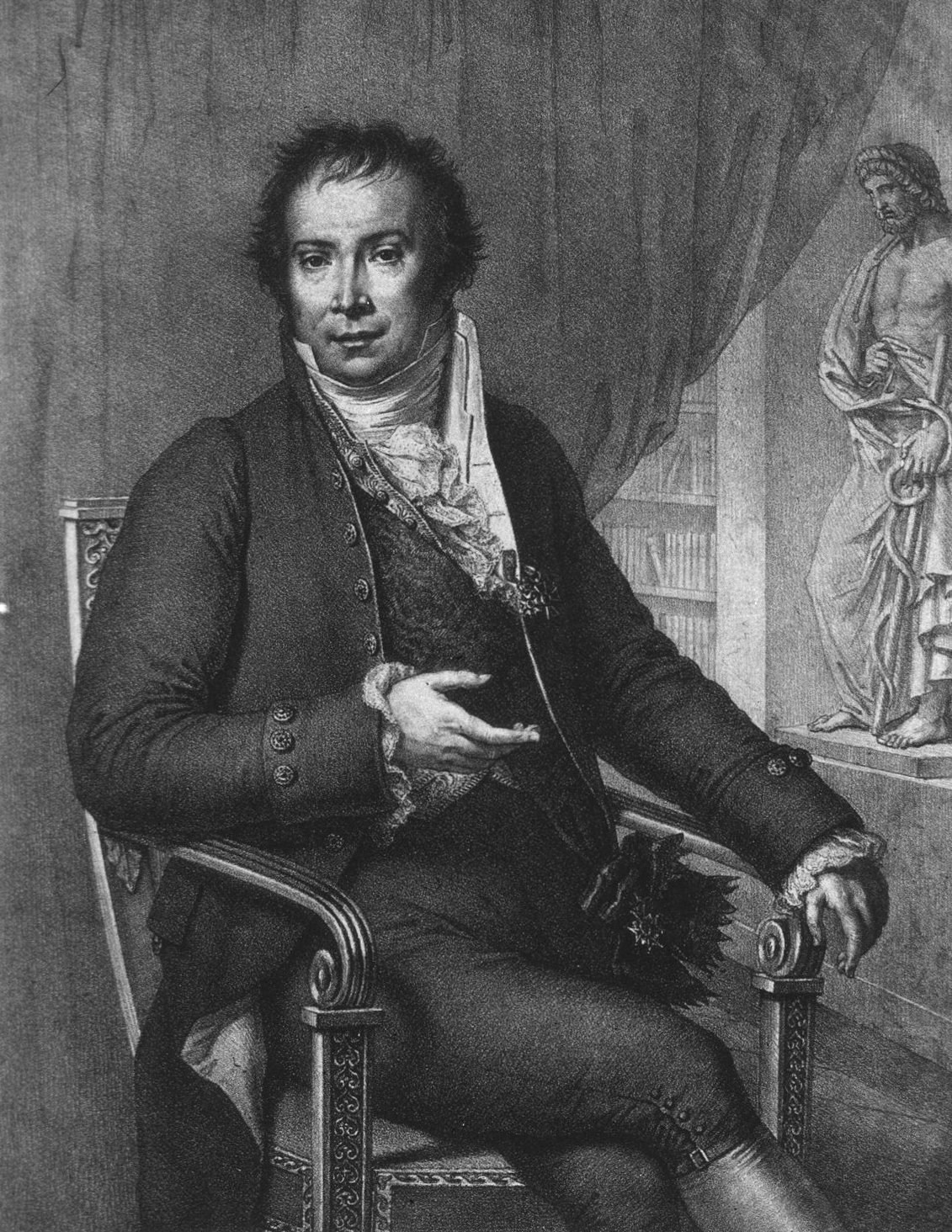
Portrait lithographié par Villain d'après Berthon.

La loi du 14 frimaire de l’an III (4 décembre 1794) avait créé les Écoles de Santé et Alibert se présenta au concours de celle de Paris, le 20 février 1796, où il fut admis : il suivit avec assiduité les leçons de clinique médicale de Jean-Nicolas Corvisart à la Charité, celle de Philippe Pinel à la Salpétrière et de clinique chirurgicale de Pierre Joseph Desault à l’hôtel-Dieu mais également ceux de Xavier Bichat.
À cette époque, il devint membre de la Société philomathique de Paris et en 1796, il participa à la création de la Société médicale d’émulation : il en fut le premier secrétaire général. Le 28 brumaire de l’an VIII (19 novembre 1799), il soutint sa thèse de doctorat avec pour sujet : Dissertation sur les fièvres pernicieuses ou ataxiques intermittentes.
En 1801, le Comité des hôpitaux de Paris, dont faisait partie Cabanis, nomma Alibert médecin-adjoint de l'hôpital Saint-Louis (hospice du Nord), puis titulaire en 1802.
Situé loin du centre de Paris, Saint-Louis recevait essentiellement des patients atteints de maladies chroniques ou contagieuses dont faisaient partie les maladies de la peau comme les ulcères de toute origine, les maladies croûteuses ou le scorbut : Alibert décida qu’il en ferait sa spécialité. À l’hôpital Saint-Louis, il inaugura des cliniques sur les maladies cutanées qui attirèrent des étudiants mais aussi des médecins confirmés français ou étrangers. Les locaux du pavillon Gabrielle étant devenus trop exigus, Alibert transporta ses cours en plein air, sous les ombrages des tilleuls. Dans son enseignement, il reprendra les travaux de Anne-Charles Lorry qui publia plusieurs observations sur l'influence de la psychologie sur le développement de certaines maladies cutanées.
En 1815, Antoine Portal le fit nommer médecin consultant du roi Louis XVIII et en 1818, il devint premier médecin ordinaire du roi ; cette distinction flatteuse fut unanimement approuvée par l’opinion publique. Il consacra alors la plus grande partie de son temps aux soins du roi et il dut abandonner son service de l’hôtel-Dieu qui fut confié à son élève Laurent-Théodore Biett.
Avec Portal, il contribua à la création de l‘Académie de médecine et il fit partie de la section Médecine où il fut élu, le 27 décembre 1820. Le 9 août 1821, Alibert fut choisi comme professeur de botanique à la Faculté de médecine de Paris, puis, en 1823, il obtint la chaire de thérapeutique et de matière médicale.
Au décès de Louis XVIII, en septembre 1824, il devint premier médecin ordinaire du roi Charles X qui le nomma Baron, (le 31 octobre 1827), pour les services rendus pendant le règne et la maladie du roi.
Jean-Louis Alibert est mort à Paris, à 69 ans, le 4 novembre 1837 d’un cancer de l’estomac et il fut inhumé, le 7 novembre au cimetière du Père-Lachaise. Jean Cruveilhier prononça un discours au nom de la Faculté, le secrétaire perpétuel de l'Académie de médecine, Étienne Pariset fit son éloge au nom de l’Académie. Quelques mois plus tard, son corps fut transporté à Villefranche-de-Rouerge puis dans la chapelle de son château du domaine des Aliberts. Repose également dans cette chapelle qui peut se visiter son épouse la baronne des Aliberts. Lieu dit les Espeyrous Marin.
Le 5 novembre 1838, le professeur Jean-Nicolas Marjolin fit un panégyrique d’Alibert dans la séance annuelle de la Faculté de Médecine. En 1840, le roi Louis-Philippe donna le nom d’Alibert à une rue de Paris, avoisinant l’hôpital Saint-Louis.
Alibert fut comblé d’honneur : chevalier de la Légion d’honneur en 1814, il fut élevé au grade d’officier en avril 1815. Il était membre de nombreuses sociétés savantes françaises et étrangères comme l’Académie de médecine de Madrid, l’Académie des sciences de Turin, celle de Saint-Pétersbourg ou l’Académie impériale de Vienne. Il était également membre de la Société des lettres, sciences et arts de l'Aveyron.
Le musée municipal de Villefranche-de-Rouerge comporte une salle qui lui est consacrée.
Il est inhumé dans une chapelle familiale au lieu-dit les Espeyrous commune de Martiel dans le Lot.

## Distinctions
- Officier de la Légion d'honneur

## Publications et apport scientifique

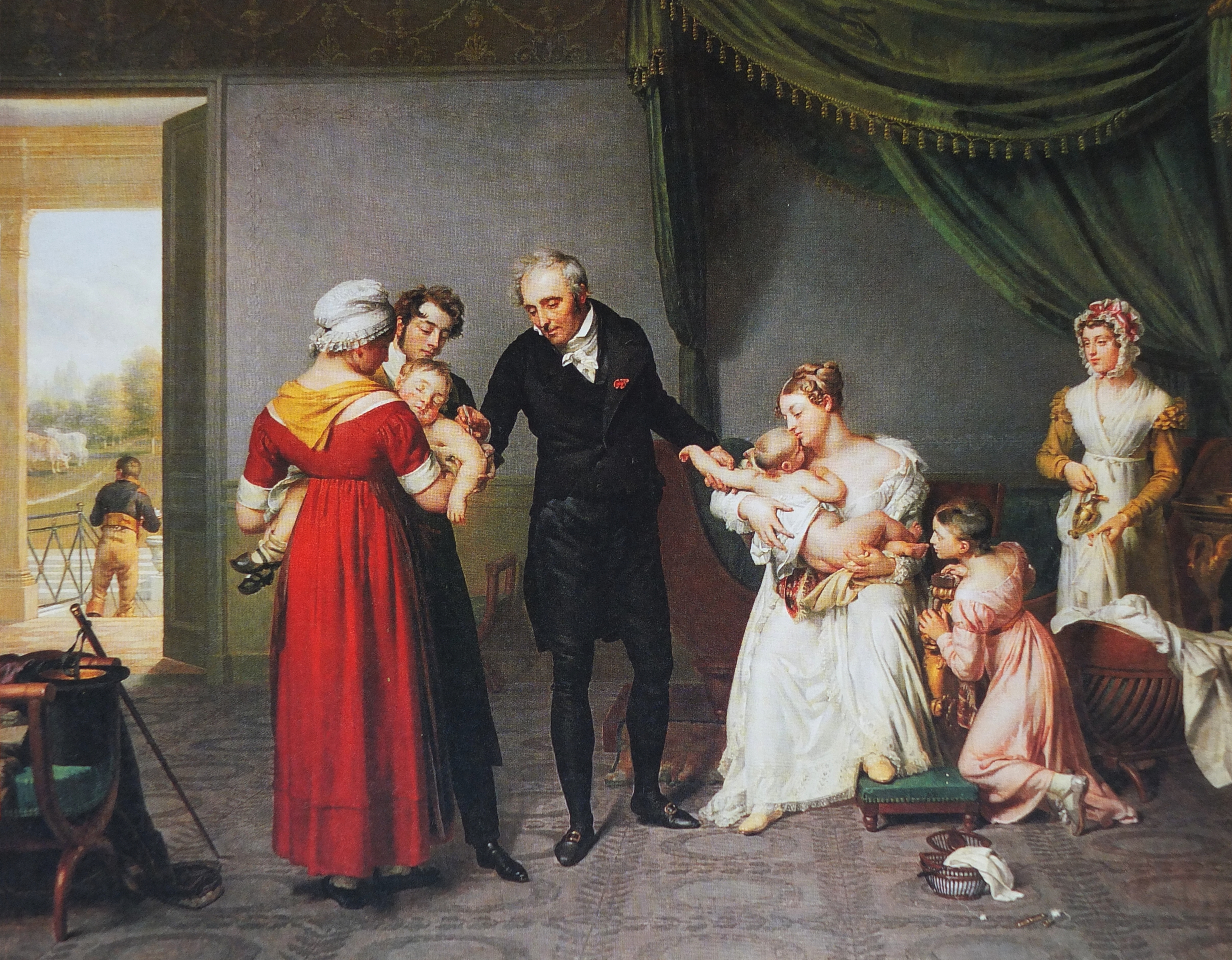
Alibert procédant à une variolisation, tableau de Constant Joseph Desbordes, musée de la Chartreuse de Douai.

Il s'intéressa à la thérapeutique générale sous l'influence de Bichat et publia en 1804 Les Éléments de thérapeutique et de matière médicale qui aura cinq rééditions entre 1804 et 1826.
C’est entre 1806 et 1814, qu’il publia plusieurs importants ouvrages de dermatologie dont Description des maladies de la peau observées à l'hôpital Saint-Louis, et exposition des meilleures méthodes suivies pour leur traitement (illustrée de cinquante trois planches en couleur) (cet important ouvrage fut réédité en 1833 chez Cormon et Blanc à Paris) et Précis théorique et pratique sur les maladies de la peau : il y fit la première description du mycosis fongoïde.
En 1817, est édité un premier volume Nosologie naturelle ou les maladies du corps humain distribuées par famille, dans lequel il classe les maladies par organe. On lui doit le fameux « l’Arbre des dermatoses » qu’il imagina  à partir de l’Arbre des Fièvres de Francesco Torti : c’est dans Monographie des dermatoses ou précis théorique et pratique des maladies de la peau publiée en 1832, qu’apparaît la première illustration dont il existe plusieurs versions ultérieures : cette image frappa les esprits et est restée comme un symbole, alors que cette classification ne fut jamais réellement adoptée. C’est en 1823, qu’il publia sa Physiologie des passions qui obtint en août 1827, un prix Montyon à l’Académie française. Il avait, en 1820, écrit un Éloge historique de Pierre Roussel. En plus des traités et dessins, il fit réaliser des moulages de maladies de peaux, en particulier par Jules Baretta, moulages et bibliothèque qui furent hébergés dans un bâtiment qui constitue actuellement le musée des Moulages.

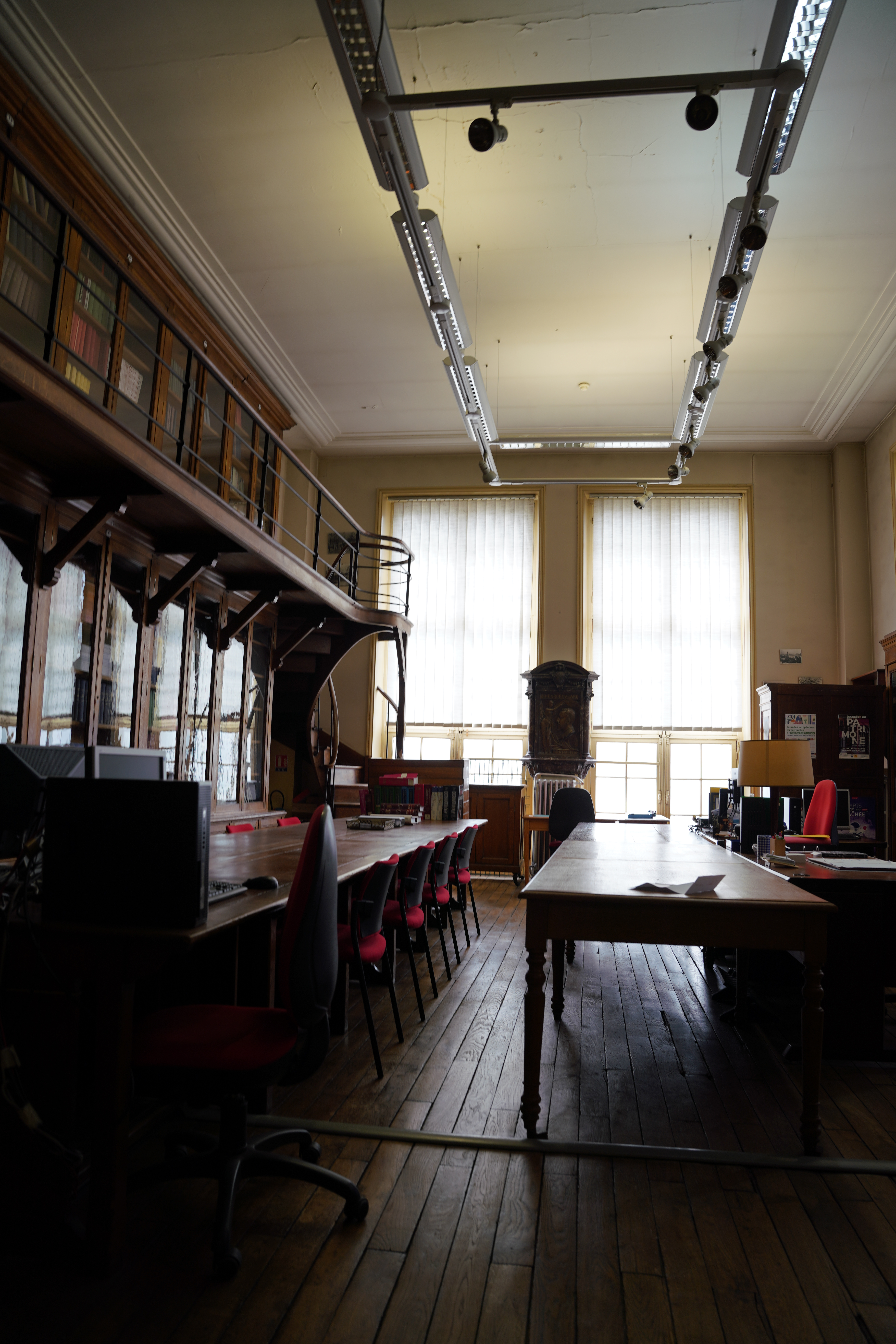
Bibliothèque du musée des moulages.

Alibert tenta de résoudre le problème de la contagion de certaines dermatoses en utilisant le procédé de l'inoculation qu'il pratiqua non seulement sur des animaux mais aussi sur lui-même et certains de ses élèves ; c’est ainsi qu’il envisagea le rôle du sarcopte acarien dans la transmission de la gale.

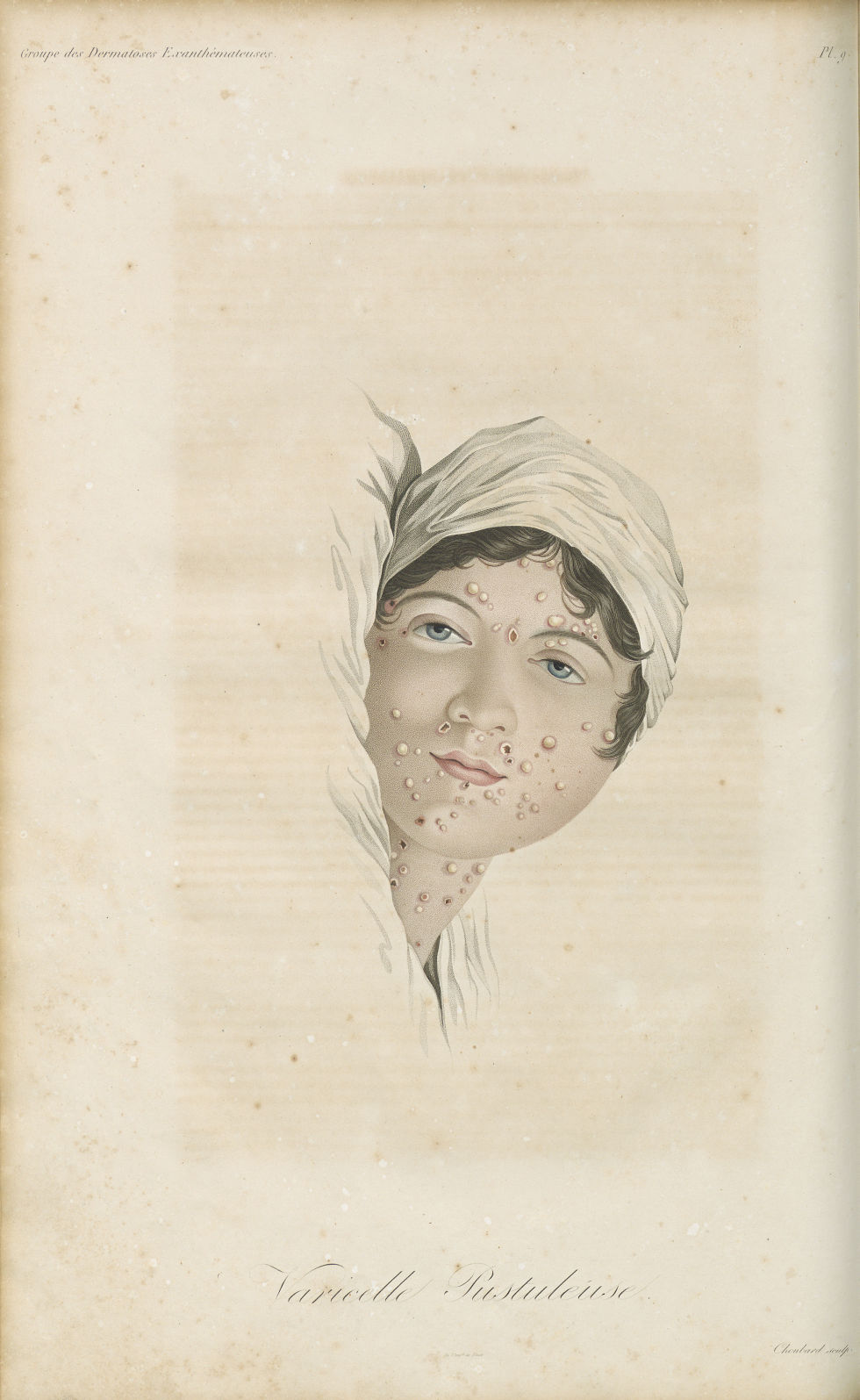
« Varicelle pustuleuse. Groupe des dermatoses exanthémateuses », dessin et gravure de Choubard, in: Clinique de l'hôpital Saint-Louis ou traité complet des maladies de la peau, Cormon et Blanc (Paris), 1833.

- Traité des fièvres pernicieuses intermittentes, [3e édition], Crapart, Caille et Ravier (Paris), 1804, In-8°, lire en ligne sur Gallica.
- Description des maladies de la peau observées à l'hôpital Saint-Louis, Paris, Caille et Ravier, 1806, comportant 15 estampes gravés par Salvatore Tresca d'après G. Moreau Valvile, lire en ligne sur Gallica.
- Nouveaux éléments de thérapeutique et de matière médicale,[suivi d'un nouvel essai sur l'art de formuler et d'un précis sur les eaux minérales les plus usitées] , [Seconde édition, revue, corrigée et augmentée], Crapart, Caille et Ravier (Paris), 1808, 2 vol. (XLI-[1]-704, IX-[1]-779 p.) ; in-8 :

1. Tome premier, lire en ligne sur Gallica
2. Tome second, lire en ligne sur Gallica

- Précis théorique et pratique sur les maladies de la peau, C. Barrois (Paris), 1810-1818, 2 vol. ([4]-XVI-437, 387 p.) ; in-8 :

1. Tome premier, lire en ligne sur Gallica
2. Tome second, lire en ligne sur Gallica

- Physiologie des passions, ou Nouvelle doctrine des sentiments moraux, Bechet jeune (Paris), 1825, 2 vol. (LXXV-372 p.-4 p. de pl., 472 p.) ; in-8 :

1. Tome premier, lire en ligne sur Gallica
2. Tome second, lire en ligne sur Gallica

- Précis historique sur les eaux minérales les plus usitées en médecine, [suivi de quelques renseignements sur les eaux minérales exotiques], Bechet jeune (Paris), 1826, In-8°, lire en ligne sur Gallica.

- Monographie des dermatoses, ou Précis théorique et pratique des maladies de la peau, par M. le Baron Alibert, chez le Dr Daynac éditeur (Paris), 1832, 2 vol. in-8°:

1. Tome premier, lire en ligne sur Gallica
2. Tome second, lire en ligne sur Gallica

## Bibliographie

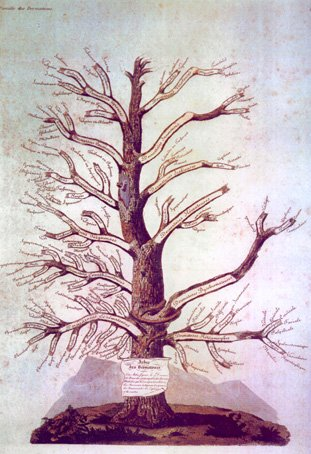